# Tow Hill
Tow Hill est un grand neck isolé situé à 21 km à l'est de Masset, un village situé à l'extrémité nord de la péninsule Naikoon, au Nord-Est de l'île Graham qui appartient à l'archipel Haida Gwaii, en Colombie-Britannique, au Canada. Il se trouve à l'est de la baie McIntyre et près de l'embouchure du fleuve Hiellen, site de Hiellen, un village Haïda maintenant abandonné ainsi que de la réserve indienne Hiellen no 2.
Autrefois dans le parc provincial de Tow Hill, le neck fait maintenant partie du parc provincial Naikoon (en) qui couvre la majeure partie de la plaine nord-est de l'île Graham.
Taaw Tldáaw est le nom ancestral Xaas Kil de la colline.

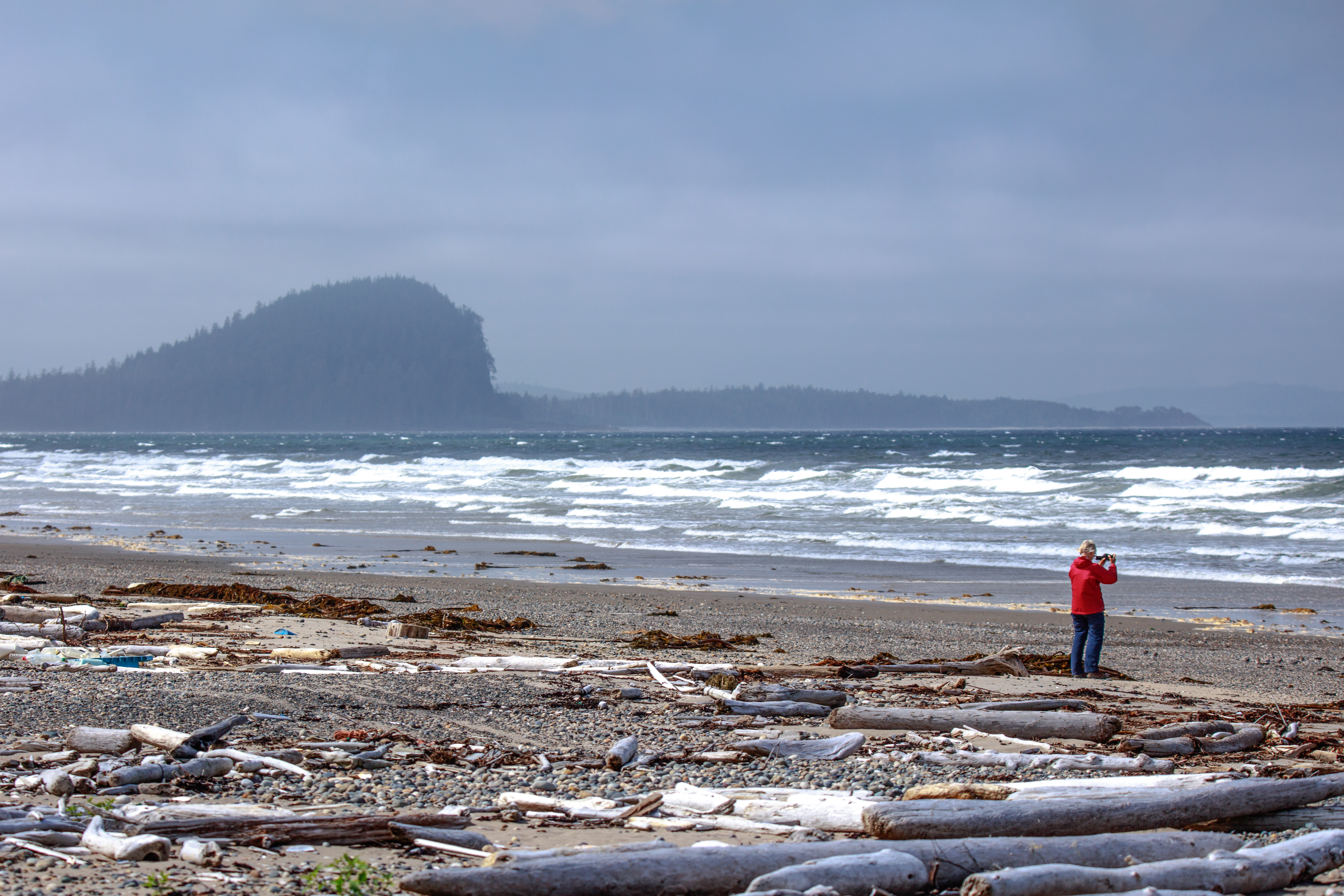
Vue depuis l'extrémité nord de la péninsule Naikoon.